# Gas Reusense
El Gas Reusense va ser una empresa creada a la ciutat de Reus el 1854 per tal de subministrar gas per a la il·luminació de les vies públiques i les cases particulars.

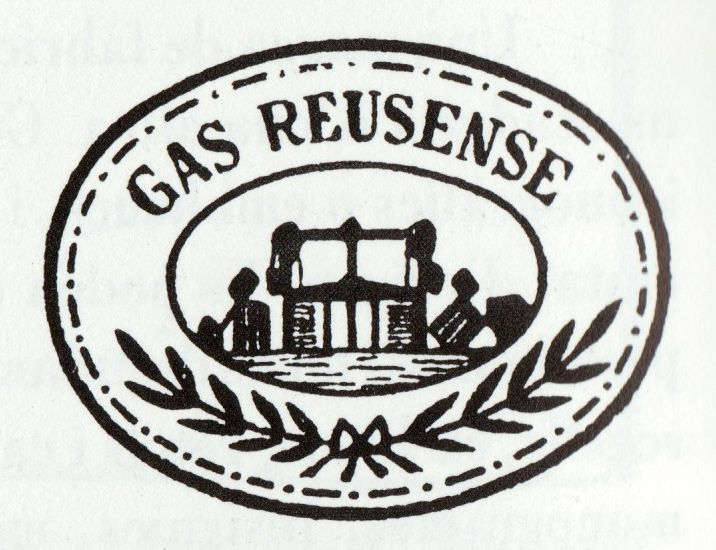
Marca de Gas Reusense. 1854

## Història
Segons la documentació oficial conservada, el promotor del nou sistema d'enllumenat va ser l'ajuntament, que el 1853, a iniciativa de l'alcalde Eduard de Toda, sol·licitava permís al governador civil per a canviar la il·luminació d'oli per la de gas, permís que va arribar al municipi el 6 d'octubre de 1853. El 31 de desembre, en la darrera sessió oficial del consistori, es va fer a l'ajuntament una reunió amb Macià Vila, que «con otros se hallaba dispuesto a formar una empresa para el nuevo sistema de alumbrado». Segons l'historiador reusenc Pere Anguera es tracta d'un estrany cas d'una companyia privada que neix per donar empenta i realització a una iniciativa oficial. El 29 de maig del 1854 es fundava la societat Gas Reusense per a «establir una fàbrica de gas a la ciutat de Reus per a l'enllumenat públic i particular dels veïns», com deia l'escriptura fundacional. La construcció de la fàbrica de gas va ser encarregada a l'anglès William Richards, que es comprometia a enllestir-la en vuit mesos. Es va instal·lar entre l'inici de l'antic camí de La Canonja, la Riera de Miró i els horts per on més tard va passar la via del tren a Tarragona, en una partida de terra anomenada «la Dressereta», comprada per Macià Vila el gener de 1854 per 3.000 lliures catalanes. La fàbrica es feia pensant en la possibilitat d'alimentar quatre mil llums amb un consum de cent litres l'hora, durant cinc hores i mitja cada dia.

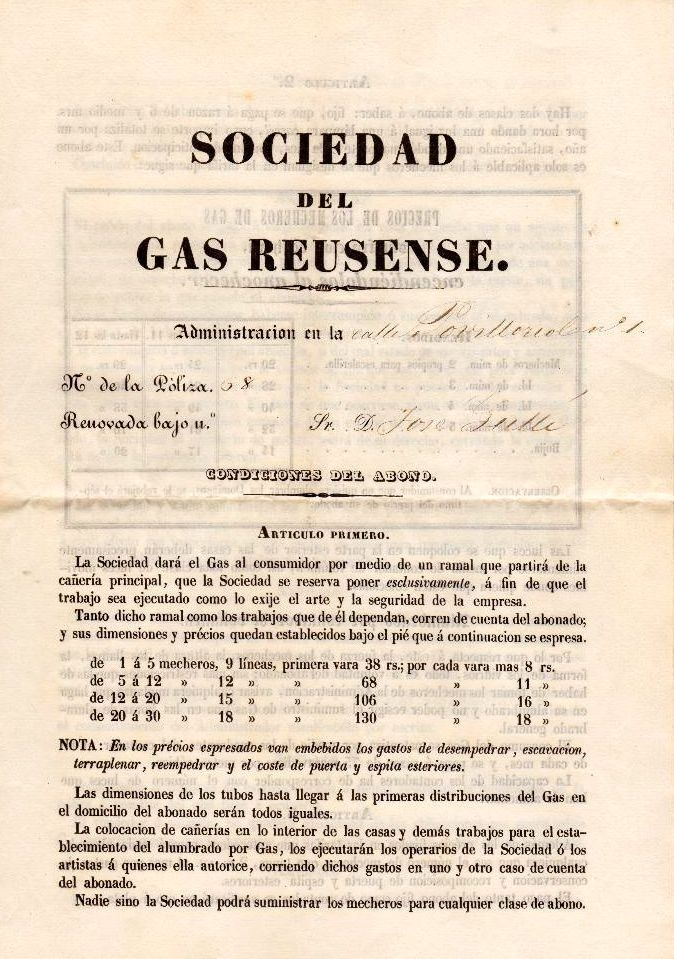
Document de contracte entre Gas Reusense i un particular el 1867

El desembre del 1854 s'escollia la primera junta de la societat que estava integrada sota la presidència de Macià Vila per Pere Òdena Pujol, Josep Maria Morlius, Melcior Bofill i Auger. Joan Soler i Clariana i Joan Tarrats, que actuava de secretari. Josep Simó Amat va ser designat administrador. El gener de 1855 es va firmar un contracte amb l'ajuntament presidit per Joan Martell, pel qual l'empresa del gas passà a encarregar-se de la il·luminació de cent tretze carrers i places de Reus. Alhora que es construïa la fàbrica de gas també s'acordaven les condicions de la relació amb l'ajuntament, amb un contracte signat per ambdues parts l'any 1854, que va atorgar a Gas Reusense el privilegi exclusiu de canalització del gas durant trenta anys, i que a través de l'enllumenat públic li va facilitar la possibilitat d'establir la infraestructura de distribució de gas al municipi. La companyia es comprometia a subministrar gas de qualitat per a poder tenir una llum clara, els fanals s'havien d'instal·lar en una distància màxima de 120 a 150 pams i els metxers havien de consumir cinc peus cúbics l'hora. Els fanals s'apagarien cada mes durant els set dies de lluna plena. El gas va ser l'única energia que va permetre l'enllumenat modern de la ciutat durant la segona meitat del segle xix. La legalització de la societat no va arribar fins al 1856 amb un capital autoritzat de 1.300.000 rals, dividits en 650 accions de 2.000 rals, repartides entre 39 accionistes. L'ajuntament es comprometia a pagar el servei amb or o plata i per mesos vençuts i a vigilar la conservació de les instal·lacions. El contracte també establia condicions per a la il·luminació de l'Hospital, els quarters, el Teatre de les Comèdies, els col·legis i els establiments comunals. La iniciativa va ser molt ben acceptada a la ciutat. Francesc Torné, autor d'un dietari que es conserva a l'Arxiu Comarcal del Baix Camp, diu que el 14 de gener de 1855 «se obrí o ensengueren lo gas a Reus». L'historiador reusenc Andreu de Bofarull diu que els fanals eren uns canelobres molt elegants de ferro colat. La construcció de la fàbrica, capaç de generar gas a partir de carbó d'hulla una energia moderna i revolucionària per l'època, va ser portada a terme per l'anglès William Richards, que no tan sols va construir la fàbrica de Reus sinó que també va fer les de Sabadell (1851-1852), Tarragona (1857-1858) i Manresa (1858). El material i la maquinària eren estrangers, i els tècnics també ho havien de ser, ja que fins a la dècada dels seixanta no hi va haver enginyers catalans preparats per a la nova tecnologia. La fabricació de gas es feia a partir de la crema de carbó, que deixava residus, alguns dels quals es podien reciclar, com ara el coc, el quitrà o el grafit, però en deixava d'altres que podien ser contaminants, resultants de la utilització d'aigua per a netejar el gas, que quedava plena d'impureses: restes d'òxid de calci, sofre, àcid sulfhídric i amoníac, que arribaven a contaminar els terrenys. El 1857, l'Ajuntament va multar l'empresa per haver contaminat les mines properes.

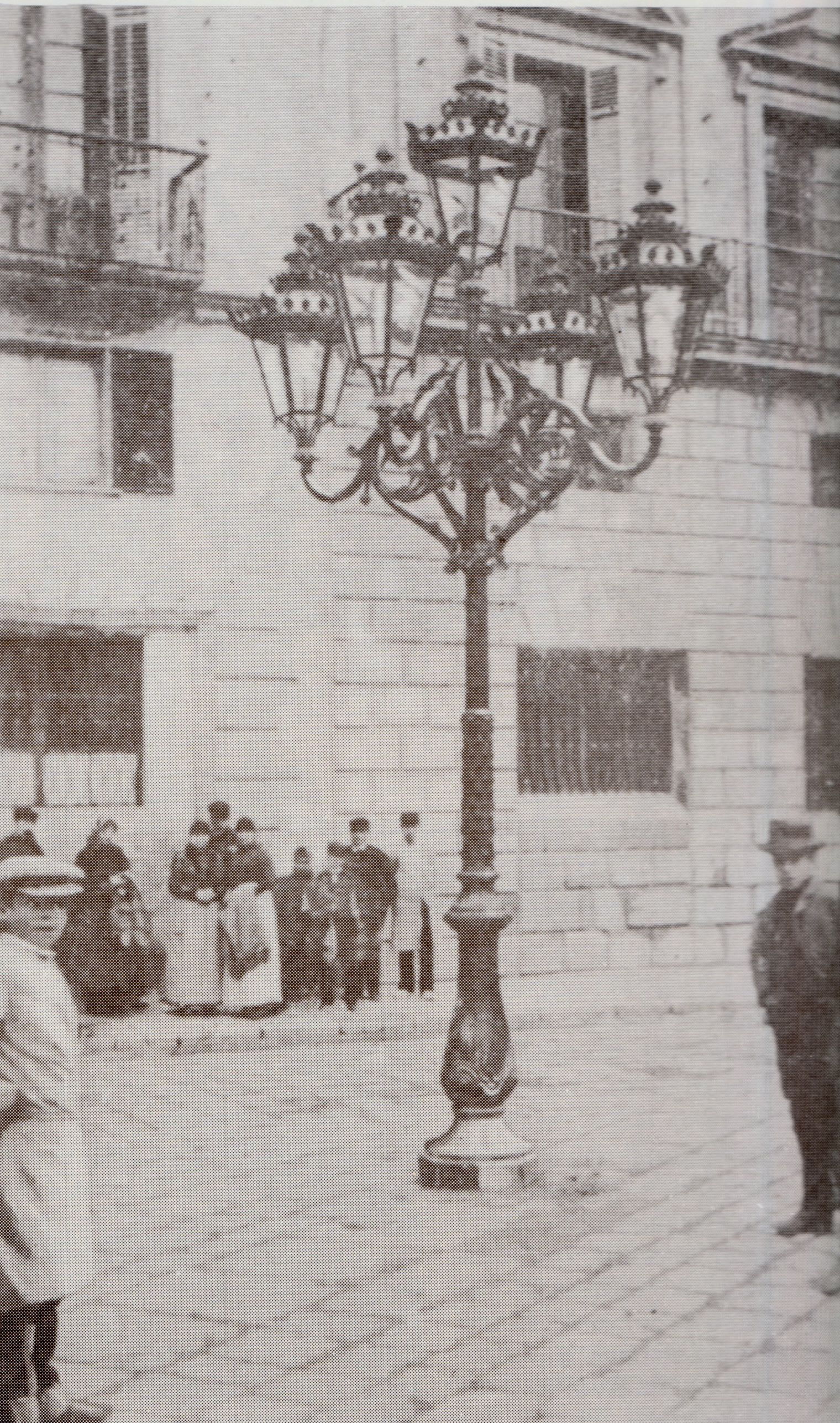
Fanal instal·lat a la plaça del Mercadal el 1888

El 1867 davant l'augment de la demanda, Gas Reusense va ampliar la planta de producció, comprant una màquina de quatre cavalls i una altra de dos i l'empresa va obrir una botiga on es van començar a vendre estufes i cuines de gas, i es van realitzar les primeres experiències de fabricació de motors moguts per gas, aptes per a petites indústries artesanals, com ara forns de pa i molins, que no podien, pel seu elevat cost, instal·lar màquines mogudes a vapor. El desembre de 1869 es van construir forns nous. El 1871 es va elaborar un plànol complet de la distribució de les canonades pels carrer de Reus. El 1883, amb l'empresa en bona situació econòmica, es va ampliar i millorar la producció. El 1886 es va construir un tercer gasòmetre o contenidor de gas de grans dimensions per a controlar les fluctuacions de la demanda. Aquestes adaptacions anaven paral·leles a l'adquisició d'elements innovadors per a actualitzar tècnicament els processos. El 1887 es va signar un nou contracte amb l'ajuntament que va permetre estendre la xarxa de gas a tota la ciutat. El 1888 es va construir als terrenys de la fàbrica un edifici per a l'administració, les oficines, la sala de juntes i el despatx del director. Les dècades dels 80 i 90 del segle xix van ser de bonança econòmica per a Gas Reusense, per l'estabilitat en els preus del carbó, l'expansió de la companyia per la ciutat i la situació de privilegi monopolístic que tenia a Reus. El 1897 es van instal·lar comptadors automàtics de consum de gas que funcionaven amb monedes de 10 cèntims, que no es van retirar fins al 1936, quan ja no hi havia xavalla.

### Gas Reusense i l'electricitat (1899-1912)
El 1899, l'empresa, adaptant-se als nous temps, va inaugurar l'enllumenat elèctric a la ciutat, a partir d'una concessió feta l'any anterior per l'ajuntament, en competència amb una altra empresa l'Electra Reusense, fundada el 1897 i que es posaria en funcionament a la ciutat el 1900. Per això Gas Reusense va ampliar les instal·lacions amb un generador d'electricitat, i es va construir la fumera del gas Reusense que actualment encara es conserva. L'1 de març de 1900 es va inaugurar l'enllumenat elèctric dels carrers de Castelar (avui Ample), de l'Aleixar, de l'Amargura, de sant Joan, de Llovera, de Monterols, Major i la plaça de la Llibertat per part de les dues companyies, amb més presència de l'empresa Gas Reusense. L'any 1902 la Il·luminació de la plaça de Prim era mixta perquè l'ajuntament buscava la manera de tenir un bon sistema d'enllumenat en aquell espai, el més cèntric de la ciutat, i amb menys cost. Però el 1912, Gas Reusense es va desfer de totes les seves instal·lacions i actius per fabricar electricitat, que va comprat la companyia Energia Elèctrica de Catalunya i es va dedicar exclusivament al subministrament de gas. L'esclat de la Primera Guerra Mundial va fer disminuir l'arribada de matèries primeres, i la producció de gas se'n va ressentir. Cap al 1920, la competència amb l'electricitat va anar en augment, però Gas Reusense oferia millors preus que la companyia d'electricitat en la il·luminació pública i el subministrament domiciliari. Però els avenços anirien en contra del gas, que es mantenia vigent encara pels preus elèctrics i per un cert proteccionisme local cap a la companya reusenca i es va mantenir l'ús del gas com a majoritari en la il·luminació pública. El 1936 el pagament municipal pel consum de gas era un 40% més elevat que l'elèctric.

### Guerra civil i la postguerra
Amb l'esclat de la Guerra civil es va fer necessari instal·lar un sistema d'apagat ràpid de la il·luminació pública davant les incursions de l'aviació franquista. El conflicte bèl·lic va portar molts problemes a l'empresa, degut a la manca de matèries primeres, als desperfectes que van causar a la fàbrica els bombardeigs de l'aviació. L'agost de 1936 l'empresa va ser col·lectivitzada pels seus treballadors, i al setembre se'n va fer càrrec de la direcció el Comitè Antifeixista local, des de l'ajuntament. El 1937 la companyia estava inclosa en els Serveis de Gas Unificats de Catalunya, que va regular la distribució de carbó a les fàbriques, i els substituts de l'hulla, mol difícil d'aconseguir en aquelles circumstàncies. Amb l'acabament de la guerra Gas Reusense va tornar a mans dels seus accionistes. La manca de matèries primeres va dificultar molt la nova posada en funcionament. El 1940 es va reiniciar l'expansió de la ciutat, i es va decidir que la font d'il·luminació dels carrers seria l'energia elèctrica, i es va subscriure un conveni entre l'ajuntament i Riegos y fuerzas del Ebro, l'antiga "Canadenca". Les noves barriades sorgides, com les cases barates, ja van incorporar aquesta tecnologia. Però Gas Reusense no volia perdre el servei d'il·luminació a la ciutat, i el 1942 va reparar instal·lacions i va canviar alguns fanals públics per d'altres més moderns. Però a nivell d'estat, la indústria del gas va optar per dirigir el consum cap a usos domèstics i abandonar l'enllumenat públic. A Reus, a partir de 1950 es va anar substituint el gas per l'electricitat, tot i les insuficiències de Riegos y fuerzas del Ebro en les línies elèctriques i la manca de transformadors. La il·luminació per gas va anar desapareixent, i el 1964 van deixar de funcionar amb gas els fanals de la plaça del Mercadal, els últims que quedaven a la ciutat. A partir de 1957, quan va començar a comercialitzar-se el gas butà, Gas Reusense es va interessar per a aconseguir-ne la distribució local i comarcal. Joan Busquets Crusat, un empresari reusenc conseller delegat de la companyia, va aconseguir, el 1960, que Gas Reusense fos un dels dos distribuïdors de butà a la comarca. Però aviat es va veure la necessitat de canviar el sistema de producció del gas i reconvertir la fabricació a base d'hulla en un altre sistema que utilitzés els derivats del petroli. El 1961 ja s'havien iniciat les converses amb tècnics de Catalana de Gas sobre el nous mètodes de fabricació de gas a base de craqueig de gasolines lleugeres i altres carburants. Però Gas Reusense tenia dificultats econòmiques i d'infraestructura, i el 1965 va començar converses per a construir una fàbrica nova, que ella sola no podia fer, i va associar-se amb la companyia Catalana de Gas y Electricidad. La Catalana va comprar la majoria d'accions de la part de l'empresa que es dedicava a la fabricació i distribució canalitzada del gas, i va començar a construir una nova fàbrica que utilitzava aire propanat com a combustible, a la partida del Burgaret, vora el Mas del Carpa.

### Desaparició
L'empresa va desaparèixer el 1969, quan la totalitat dels actius gasistes es van integrar dins La Catalana. Gas Reusense va quedar només com l'entitat propietària de la concessió per a la distribució de butà.
La nova fabrica de gas d'aire propanat va ser per poc temps propietat de Catalana de Gas, perquè l'1 d'agost de 1977 Gas Tarraconense SA la va adquirir i la va integrar dins del seu patrimoni, amb tots els actius i totes les concessions que Catalana de Gas i Electricitat posseïa a Reus. Aquesta empresa, creada el 1948, es va formar sota la tutela de la mateixa Catalana de Gas, que volia fer possible la introducció del gas natural a la província de Tarragona. Els actius antics de Gas Reusense es van incorporar dins d'aquesta empresa de gas, que el 1999 va ser absorbida per Gas Natural (fusió de l'antiga Catalana de Gas i Electricitat i Gas Madrid). El gas natural va esborrar de la indústria les fàbriques productores de gas: en el cas de Tarragona, una fàbrica que produïa gas a partir de naftes i en el cas de Reus, una que subministrava gas creat per la barreja d'aire i propà. L'any 1969 el pas del gas produït en fàbrica, ja fos mitjançant hulla, nafta o propà, al gas natural encara no era possible per dificultats en les infraestructures. A més el gas natural depenia gairebé en exclusiva de la importació.

## Presidents[7]
- 1854 Macià Vila i Mateu
- 1865 Pere Òdena Pujol
- 1872 Joan Tarrats Aleu
- 1874 Francesc Figuerola Pàmies
- 1875 Joan Tarrats Aleu
- 1882 Josep Bartomeu Pratdesaba
- 1890 Tomàs Abelló Llopart
- 1897 Pau Nadal Tarragó
- 1899 Sebastià Ferrer Folch
- 1900 Antoni Pellicer Domènech
- 1904 Felicià Fàbregas Rodón
- 1919 Josep Ferrer Folch
- 1924 Pau Casas Grau
- 1933 Josep Bofarull Roig
- 1934 Josep Sanjuan Banús
- 1939 Pau Casas Vidiella
- 1946 Jaume Gilabert Padreny
- 1966 Lluís Marquet Torrents
- 1967 Josep M. Lozoya Aug